# Терешківка (Сумський район)
Тере́шківка — село в Україні, у Садівській сільській громаді Сумського району Сумської області. Населення становить 952 осіб. До 2020 орган місцевого самоврядування — Терешківська сільська рада.

## Географія
Село Терешківка знаходиться біля витоків річки Гуска, нижче за течією на відстані 3 км розташоване село Степне. По селу протікає пересихаючий струмок, на якому зведена гребля.

## Історія
Село Терешківка відоме з 1698 року.
За даними на 1864 рік у власницькому селі Сумського повіту Харківської губернії мешкало 1743 особи (855 чоловічої статі та 888 — жіночої), налічувалось 368 дворових господарств, існувала православна церква.
Станом на 1914 рік село було центром Терешківської волості, кількість мешканців зросла до 8251 особи.
12 червня 2020 року, відповідно до Розпорядження Кабінету Міністрів України № 723-р «Про визначення адміністративних центрів та затвердження територій територіальних громад Сумської області» увійшло до складу Садівської сільської громади.
19 липня 2020 року, в результаті адміністративно-територіальної реформи та ліквідації Сумського району(1923—2020), село увійшло до складу новоутвореного Сумського району.

## Населення

### Мова
Розподіл населення за рідною мовою за даними перепису 2001 року:
| Мова            | Кількість | Відсоток |
| --------------- | --------- | -------- |
| українська      | 911       | 95.69%   |
| російська       | 38        | 3.99%    |
| білоруська      | 2         | 0.21%    |
| інші/не вказали | 1         | 0.11%    |
| Усього          | 952       | 100%     |

## Відомі люди
В поселенні народилися:
- Мусієнко Іван Данилович (1919—1990) — голова колгоспу імені Леніна Білопільського району Сумської області. Герой Соціалістичної Праці (31.12.1965). Депутат Верховної Ради СРСР 7—10-го скликань.
- Скакун Віктор Панасович (1941) — український поет.